# Couzou
Couzou település Franciaországban, Lot megyében. Lakosainak száma 96 fő (2022. január 1.). Couzou Le Bastit, Calès, Carlucet, Gramat és Rocamadour községekkel határos.

## Népesség
A település népességének változása:
| Lakosok száma | 82   | 79   | 77   | 101  | 106  | 97   | 92   | 97   | 96   | 96   |
|               | 1968 | 1982 | 1990 | 2006 | 2013 | 2015 | 2017 | 2019 | 2020 | 2022 |